# Guru (raper)
Guru, właśc. Keith Edward Elam, znany również jako Baldhead Slick (ur. 17 lipca 1961 w Bostonie, zm. 19 kwietnia 2010 w Nowym Jorku) – amerykański raper, występował w duecie Gang Starr. Wraz z serią albumów Jazzmatazz uważany jest za jednego z pionierów połączenia muzyki jazzowej z hip-hopem. Wystąpił również w kilku filmach.
Pseudonim Guru jest skrótem od Gifted Unlimited Rhymes Universal (pol. Uzdolnione Nieograniczone Uniwersum Rymu), lub rzadziej używanego God is Universal, he is the Ruler Universal (pol. Bóg jest Uniwersalny, On jest Władcą Uniwersalnym).

## Życiorys
Pracował w bostońskim pogotowiu opiekuńczym o zaostrzonym rygorze, następnie rozpoczął studia w Atlancie na Morehouse, gdzie uzyskał tytuł naukowy na kierunku biznesu i administracji.
Keith Elam do czasu założenia Gang Starr działał w podziemiu jazzowym. W latach 1986–1988 wydał w wytwórni Wild Pitch Records kilka swoich singli. Przełom nastąpił kiedy usłyszał w 1988 r. demo zespołu ICP, którego producentem był DJ Waxmaster C (Christopher Martin). Będąc pod wrażeniem zdolności Martina, skontaktował się z nim, a po rozpadzie ICP doszło do współpracy między nimi.

## Śmierć
1 marca 2010 r. raper dostał ataku serca, po którym zapadł w śpiączkę. 3 marca wybudził się ze śpiączki, lecz 19 kwietnia zmarł.
W ostatnim liście raper napisał:

Walczyłem z rakiem przez ostatni rok. Próbowałem wszystkich możliwych medycznych środków. Piszę te słowa ze łzami w oczach, jednak nie z powodu cierpienia, ale wspominając cudowne życie, jakie miałem i wszystkie wspaniałe osoby, jakie miałem przyjemność poznać.

Przyczyną śmierci rapera była hipoksja.
Przyjaciel Guru, producent Dj Premier w oficjalnym oświadczeniu powiedział

Świat stracił jednego z najlepszych MC wszech czasów i prawdziwą ikonę hip hopu – mojego lojalnego przyjaciela, wspólnika i brata. Guru od ponad roku walczył z rakiem i przegrał tę walkę. Chciał utrzymać informację na temat choroby w tajemnicy, aż do momentu całkowitego wyzdrowienia. Niestety, nie było mu to dane. Zabrał go rak. Świat stracił wspaniałego człowieka i prawdziwego geniusza.

## Dyskografia
- Jazzmatazz, Vol. 1 (1993)
- Jazzmatazz, Vol. 2: The New Reality (1995)
- Jazzmatazz, Vol. 3: Street Soul (2000)
- Baldhead Slick & da Click (2001)
- Version 7.0: The Street Scriptures (2005)
- Jazzmatazz, Vol. 4: The Hip-Hop Jazz Messenger: Back to the Future (2007)
- Guru 8.0: Lost And Found (2009)